# Va savoir (émission de télévision)
Pour l’article homonyme, voir Va savoir.
Va savoir est une émission de télévision éducative française pour la jeunesse animée par Gérard Klein et diffusée du 18 décembre 1994 au 9 juin 2004 sur La Cinquième, puis France 5, et de 1997 à 2001 sur France 3.

## Principe de l'émission
Gérard Klein est entouré de quatre à six enfants, âgés entre 8 et 12 ans, qui au cours d'une seule et même émission, visitent deux lieux dans une région de France, mais aussi parfois hors de la métropole, comme le Québec, l'Irlande, La Réunion ou la Guyane, pour leur faire découvrir les patrimoines et les savoir-faire traditionnels et ancestraux. Ils sont accompagnés d'un adulte spécialiste d'un sujet qui cherche à les sensibiliser. Chaque série d'émissions, d'environ cinq épisodes, est consacrée à une même région, diffusée pendant plusieurs semaines d'affilée.
Le lien entre les différents sujets abordés et lieux visités se fait dans un car scolaire jaune piloté par Gérard Klein, sous les accents acidulés de la musique des Beatles, ou bien souvent aussi des musiques d'autres artistes.
Certains aspects historiques sont éventuellement évoqués de façon ludique et humoristique par Frédérick Gersal.

## Diffusion
L'émission était principalement diffusée le week-end, avec souvent deux émissions inédites par semaine, mais elle a changé d'horaire plusieurs fois. L'émission était rediffusée sur TV5, et certains épisodes étaient rediffusés en 2005 sur Gulli. 

### Horaires
La Cinquième / France 5
- décembre 1994 - juin 1995 : le dimanche à 18 h 30
- septembre 1995 - juin 1997 : le samedi à 13 h 30 et le dimanche à 18 h 30
- septembre 1997 - décembre 1997 : le samedi à 13 h 20
- janvier 1998 - décembre 1998 : le samedi à 11 h 45
- janvier 1999 - juin 1999 : le samedi à 18 h 20
- septembre 1999 - juin 2000 : le samedi à 17 h 25
- septembre 2001 - juin 2004 : le dimanche à 17 h 30 et le mercredi à 10 h 40

France 3
- septembre 1997 - juin 1998 : le dimanche à 18 h 15
- septembre 1998 - juillet 2001 : le dimanche à 17 h 45

## Historique
Va savoir est diffusé en 26 minutes, d'abord sur La Cinquième à partir de 1994, puis aussi sur France 3 dès septembre 1997, avec souvent deux émissions inédites par semaine sur les deux chaînes confondues. L'émission fait une pause de quelques mois en 2000, et fait son retour sur France 3 au printemps 2001 avec un format plus long de 52 minutes. Elle revient ensuite uniquement sur La Cinquième en septembre 2001, mais celle-ci préfère conserver le format 26 minutes. Mais le générique visuel évolue tout en conservant la musique des Beatles. Et après avoir longtemps fait visiter aux enfants les lieux naturels et reculés, Gérard Klein propose désormais plus de découvertes de sites culturels et historiques, comme les musées, les châteaux ou l'opéra.

## Tournage
Afin de permettre à Gérard Klein de jouer dans la série télévisée L'Instit, où il joue le rôle d'un instituteur, plusieurs émissions, diffusées à un rythme hebdomadaire, sont tournées dans la même semaine. Le nombre varie en fonction de son emploi du temps. Entre une et deux émissions sont tournées en une journée, et entre trois et six en une semaine,,. Les émissions sont tournées entre un et deux mois avant la diffusion. Le casting des enfants s'effectue dans la région même où sont tournées les émissions.

## Autocar
L'autocar utilisé pour l'émission est un Setra S80 qui a été repeint en jaune par Gérard Klein et son équipe, représentant ainsi les cars scolaires aux États-Unis. Il s'agit d'un modèle que Gérard Klein a acheté lui-même. Mais pour les émissions tournées dans les pays lointains, Gérard Klein a fait repeindre d'autres bus en jaune.
Le véhicule a ensuite été laissé à l'abandon et a été retrouvé en 2010 dans le dépôt de la société francilienne Hourtoule par le président des cars Lacroix, Jean-Sébastien Barrault, alors qu'il venait de racheter Hourtoule. Confié à la société BusPort OMNIplus de Sarcelles en 2014, il a été complètement restauré et trône depuis 2017 dans le hall d'entrée du siège social de Lacroix.

## Retour en 2019
En octobre 2019, dans le cadre du Congrès FNTV (Fédération Nationale des Transports de Voyageurs) 2019, Gérard Klein a repris du service à bord du bus jaune pour accompagner un groupe d'enfants à la découverte du métier de chauffeur de bus. Cette émission est d'une durée de 13 minutes et n'est disponible que sur Youtube.

## Générique
Le générique de cette émission est une reprise de la chanson Magical Mystery Tour des Beatles.

## Récompense
Gérard Klein a reçu avec Va savoir le 7 d'or du meilleur animateur d'émission pour la jeunesse en 1996.
La même année, l’émission est aussi elle-même récompensée du 7 d’or de la meilleure émission jeunesse.

## Sortie vidéo
Une sélection de deux émissions en Auvergne et deux émissions en Bretagne ont été commercialisées sur deux cassettes vidéo en 1997, aux éditions La Cinquième Vidéo. 